# Nic oprócz samotnego serca
Nic oprócz samotnego serca (None but the Lonely Heart) – amerykański film z 1944 roku w reżyserii Clifforda Odetsa. Melodramat jest adaptacją powieści Richarda Llewellyna. Tytuł filmu pochodzi od utworu Piotra Czajkowskiego, który można usłyszeć w tle.
Ethel Barrymore za rolę Ma Mott otrzymała Oscara dla najlepszej aktorki drugoplanowej, film był także nominowany w 3 innych kategoriach.

## Opis fabuły
Film opowiada historię starszej, chorującej kobiety Ma Mott (Ethel Barrymore), która prowadzi sklep. Jej syn Ernie (Cary Grant) podróżuje po świecie i rzadko kontaktuje z matką. Kiedy dowiaduje się, że kobieta jest chora na raka, wraca do domu i próbuje nadrobić stracony czas, pomagając chorej matce prowadzić sklep. Wkrótce oboje angażują się w nielegalną działalność i jedno z nich trafia do więzienia.

## Obsada
- Cary Grant – Ernie Mott
- Ethel Barrymore – Ma Mott
- Barry Fitzgerald – Henry Twite
- June Duprez – Ada Brantline
- Jane Wyatt – Aggie Hunter
- George Coulouris – Jim Mordinoy
- Dan Duryea – Lew Tate
- Roman Bohnen – Dad Pettyjohn
- Konstantin Shayne – Ike Weber